# Columnea subcordata
Columnea subcordata är en tvåhjärtbladig växtart som beskrevs av Conrad Vernon Morton. Columnea subcordata ingår i släktet Columnea och familjen Gesneriaceae. Inga underarter finns listade i Catalogue of Life.